# Akiko Miya
Akiko Miya (japanisch 宮 晶子, Miya Akiko, geboren 1963 in der Präfektur Hyogo) ist eine japanische Architektin und Hochschulprofessorin.

## Leben und Wirken
Sie wuchs in Yokohama auf. An der Nihon Joshi Daigaku studierte sie Architektur und machte 1986 den Abschluss. Danach arbeitete sie in zwei Architekturbüros: Von 1986 bis 1991 im Raymond Architectural Design Office und von 1991 bis 1996 im Studio ARTEC. Ihr 1997 gegründetes Büro nannte sie „Studio 2A“. 2018 änderte sie den Namen in „Miya Akiko Architecture Atelier“.
Sie lehrte an der Yokohama National University (2000–2011), Tōkai-Universität (2001–2010), der Nihon Joshi Daigaku (2008–2011), der Universität Kanagawa (2011), Naturwissenschaftliche Universität Tokio (2011) und dem Shibaura Institute of Technology (2011). Von 2012 bis 2022 war sie Associate Professor an der Nihon Joshi Daigaku, an der sie seit 2022 als Professorin lehrt.
Ihr erstes eigenes Projekt war das „Mountain Retreat in Nasu“ von 1999. Bei dieser Arbeit setzte sie sich intensiv mit der Wirkung und dem Zusammenspiel von Wänden und Räumen auseinander. Das Thema, wie die Wände den Menschen einen Platz schaffen könnten, verfolgten sie in den nachfolgenden Arbeiten weiter.
Für ihre Werke erhielt sie mehrere japanische Architekturpreise, wie den SD Review für das „Kogota Seminarhaus“ im Jahr 2004, den Yoshioka Award für das „Haus I“ im Jahr 2010 und den New Architect Award des Japan Institute of Architecture für das „Haus K“ im Jahr 2011.
Ihre Arbeiten wurden 2021/2022 in der Ausstellung „Quand la Forme Parle“ in Frankreich präsentiert. Der Architekturhistoriker Taro Igarashi kuratierte die Ausstellung. Er wählte sie als eine von 35 nach 1960 geborenen, japanischen Berufskolleginnen und -kollegen aus und präsentierte zwei Projekte. Eines der Architekturmodelle von Akiko Miya wurde für die Sammlung des Frac Centre ausgewählt.

### House K
Bei diesem mehrstöckigen, sechseckigen Wohnhaus für eine dreiköpfige Familie auf einem großzügigen Grundstück in Kanagawa befasst sich der Entwurf mit der Abgrenzung von Raumbereichen und individuellen Funktionen. 13 Holzpaneele sind nach einem 30-Grad-Koordinatensystem ausgerichtet. Sie unterteilen den Raum in einen dem Menschen angepassten Maßstab. Eine Fassade aus laminiertem Glas umhüllt das transparente Wohnhaus. Ein direkter Bezug des Inneren zum Äußeren wird durch die schräge Anordnung der Wände unterstützt. Das erste Geschoss ist ein Souterrain. Auch von hier hat man einen Blick auf den dahinter liegenden Garten. Eine Wendeltreppe dient als zentrales Erschließungselement. Die Oberflächen in den Innenräumen (Wände wie Decken und Böden) bestehen aus hellem Holz. Die schrägen Trennwände grenzen die Räume ab und schaffen gleichzeitig eine visuelle und akustische Durchlässigkeit. Freie Flächen in der ersten Etage sollen dafür sorgen, dass ein Gefühl der Verbindung über die Ebenen hinweg entsteht.

### House I
Das eingeschossige Wohnhaus wurde für ein Ehepaar in Kanagawa entworfen. Der Bauplatz liegt in einem Gemüseanbaugebiet. Die Architektur reagiert darauf mit einer Zickzack-Form, die die Grenzen zwischen Gebäude und Umgebung verwischen soll. Es entsteht ein Wohnraum, der das Außen in den Innenraum integriert. Das Gebäude fächert sich vom Zentrum her auf. Zehn L-förmige Wandelemente sind nach einem Koordinatensystem ausgerichtet und bilden mit verschiedenen Wanddecken einen offenen Wohnraum. Die Fassade des Hauses wird aus einem Wechsel zwischen transparentem Strukturglas und L-förmigen Wandeinheiten gebildet. Die Form des Grundrisses fördert eine Flexibilität der Nutzung, die auch durch eine Beweglichkeit der Bewohner entsteht. Je nach dem gewünschten Maß an Privatsphäre, Tageslicht und Perspektive bieten sich andere Aufenthaltsbereiche an.

## Bauten (Auswahl)
- 1998 Mountain Retreat in Nasu | 那須の山荘
- 1999 House in Joto | 城東町の家
- 2008 House K[4]
- 2009 House I
- 2012 Koganecho Studio Site-B
- 2014 Wall Behavior | 食堂の壁
- 2016 Roofs and Windows near Wall Behavior | 食堂の壁のはなれ、屋根と窓のある家[5]

## Produktdesign (Auswahl)
- 2004 ZEBRA chair (Möbel, Zedernholz)
- 2005 Wawa (multifunktionaler Behälter)
- 2005 L (Möbel – stuhlähnliche, bettähnliche Wand, Präsentation im Rahmen der Ausstellung „BankART LIFE“)
- 2018 Cucolo Felice (Uhr)[6]

## Ausstellungen
- 2010/11 Quand la Forme Parle, Frac Centre-Val de Loire, Orléans und Maison de la Culture du Japon à Paris
- 2011 shin-minatomura BankART LIFEIII, Yokohama Triennale
- 2021/22 Quand la Forme Parle, Hyogo Prefectural Museum of Art, Kobe sowie BankART, Yokohama

## Auszeichnungen
- 1999 Marronnier Architectural Encouragement Award der Präfektur Tochigi[7]
- 2004, 2018 SD Review Honorable Mention Award[7]
- 2010 26. Shinkenchiku-Preis (früher Yoshioka-Preis)[7]
- 2010 oder 2011 Japan Institute of Architects Newcomer Award[7][8]
- 2015 Auszeichnung für gutes Design[7]